# Lampahan Barat
Lampahan Barat is een bestuurslaag in het regentschap Bener Meriah van de provincie Atjeh, Indonesië. Lampahan Barat telt 1184 inwoners (volkstelling 2010).